# Patrimonialgericht
Patrimonialgerichte waren die in Deutschland und Österreich bis Mitte des 19. Jahrhunderts bestehenden gutsherrschaftlichen Gerichte der (meist adeligen) Grundherren, die eine eigene vom Staat unabhängige Rechtspflege, die Grundgerichtsbarkeit, ausübten. In Tirol wurden zu den Patrimonialgerichten auch jene landesfürstlichen Gerichte gezählt, die nicht direkt vom Landesherrn oder der ihm unterstellten Beamtenschaft administriert, sondern als Lehen oder Pfandobjekt von privaten (meist dem Adelsstand angehörenden) Personen verwaltet wurden. Sofern neben der Gerichtsbarkeit auch Verwaltungsfunktionen vom Patrimonialgericht wahrgenommen wurden, kam auch die Bezeichnung Patrimonialamt vor. Im Herzogtum Bayern, Teilen der Habsburgermonarchie und im Erzstift Salzburg wurde für die Grundherrschaften mit dem Recht zur niederen Gerichtsbarkeit auch der Begriff Hofmark verwendet.

## Formale Voraussetzungen
Die Gerichtsbarkeit war mit dem Besitz eines Gutes (patrimonium) verbunden. Handelte es sich nicht um kirchlichen oder reichsstädtischen Besitz, war sie überdies meist auch an den Adelsstand des Besitzers gebunden. Der Grundherr (z. B. der Besitzer eines Ritterguts oder einer Hofmark) war Gerichtsherr und als solcher befugt, seine Gerichtsbarkeit gegenüber seinen Untertanen selbst auszuüben. Bei fehlender  Qualifikation oder falls bestimmte staatliche Gesetze dies vorschrieben, musste er die Gerichtsbarkeit durch eigene von ihm bestellte Rechtsgelehrte (Gerichtshalter, Pfleger, Gerichtsverwalter, Justitiarie, Gerichtsdirektoren) ausüben. Meist hatte sich der Landesherr noch ein Bestätigungsrecht vorbehalten.
Unabhängig davon räumt das Hausrecht jedenfalls Entscheidungs- und Strafbefugnisse ein, eine Ausprägung davon wurde das Dachtraufrecht. Auch das Hausrecht entstand nicht erst im Mittelalter, Vergleichbare Befugnisse gab es bereits im römischen Rechtsbereich als „patria potestas“. Das Hausrecht, das in der Regel der Grundherrschaft zukam, bestand auch für deren Wohnsitz in einer Burg oder an einem sonst zentralen Ort. Das trug dazu bei, dass die jeweilige Grundherrschaft als Entscheidungs- und Strafinstanz bekannt und akzeptiert war und Erweiterungen ihres Gerichtssprengels, die sich auf Verleihung (oder bloße Duldung) durch den Landesherrn stützten, organisatorisch leicht möglich wurden. Solche Bereiche konnten zu unterschiedlich großen Burgfrieden werden, die sehr verschiedene Befugnisse hatten. Außerhalb ihrer Flächen verblieb die Gerichtsbarkeit (als gräfliches Landgericht, im Herrschaftsbereich der Habsburgermonarchie allgemein als Landgericht), wenn sie nicht (an Grundherren, Städte etc.) verliehen wurde, beim Herrscher bzw. den Organen des jeweiligen Landes.

## Entstehung
Die Patrimonialgerichte entstanden dadurch, dass im Mittelalter die Landesherren die ihnen zustehende Gerichtsbarkeit vielfach nicht nur an Städte, sondern auch an untergebene Grundherren (Afterlehner) wie Gutsherren, Stifter, Klöster etc. verliehen,  wodurch sich eine den landesherrlichen Gerichten gleichstehende untere Instanz ausbildete. Die Rechtsgrundlage dafür war z. B. in Bayern die Ottonische Handfeste vom 5. Juni 1311, in der die niederbayerischen Stände dem Herzog Otto III. eine einmalige Steuer bewilligten und dafür die niedere Gerechtigkeit für ihre Besitzungen erhielten.
Patrimonialgerichte umfassten vielfach jedoch nur die niedere Gerichtsbarkeit, also vor allem Eigentums-, Familien-, Erb- und Gutsrechte, Gesindeordnung und teilweise auch niederes Strafrecht (z. B. Beleidigungen, Raufereien), die oft an Dorfrichter delegiert wurden. In bestimmten Fällen und unter gewissen Voraussetzungen konnten sich Kläger und Beklagte an ein staatliches Obergericht wenden. Jedoch waren die Gutsherrengerichte oft die letzte Instanz für die Untertanen des Gutsherren und somit hatte dieser einen großen Einfluss auf seine Untertanen. Die Blut-, Hals- und peinliche Gerichtsbarkeit blieben in der Regel bei höheren Gerichten. Nur in Mecklenburg und Pommern gehörten sie meist zur Patrimonialgerichtsbarkeit.

## Großherzogtum Baden
Das Großherzogtum Baden hob am 14. Mai 1813 die grund- und standesherrliche Gerichtsbarkeit vollständig auf, musste sich aber 1823 auf Grund der Bestimmungen der Bundesakte des Deutschen Bundes zur Rückgabe der Gerichtsbarkeit erster und zweiter Instanz bereit erklären.
→Hofgericht Rottweil

## Königreich Bayern
Die Patrimonialgerichtsbarkeit im Königreich Bayern sollte nach dem Edikt vom 8. September 1808 eigentlich nur noch die freiwillige Gerichtsbarkeit (Notariat) umfassen. Dagegen wurden den Herrschaftsgerichten der größeren Adelsgüter und insbesondere mediatisierten Adligen in Bayern  im Edikt vom 16. August 1812 wieder erweiterte straf- und zivilrechtliche Kompetenzen zugestanden. Bis 1848 wurde dann auch noch zwischen Patrimonialgerichten I. und II. Klasse und Ortsgerichten unterschieden.

### Patrimonialgerichte I. Klasse
Ein Patrimonialgericht I. Klasse konnten nur mediatisierte Fürsten, Grafen und Herren einrichten. Ein Patrimonialgericht I. Klasse übte die streitige und freiwillige zivile Gerichtsbarkeit aus. Es wurde in Bezug auf die Rechtspflege einem Landgericht gleichgestellt, jedoch war die Strafgerichtsbarkeit davon ausgenommen. Die Qualifikation des Patrimonialgerichtsinhabers wurde einer genauen Prüfung unterzogen.

### Patrimonialgericht II. Klasse
Ein Patrimonialgericht II. Klasse konnten Majoratsbesitzer und adelige Kronvasallen einrichten. Es war eine Mindestuntertanenzahl von 300 Familien erforderlich. Diese Familien mussten in zusammenhängenden Gemeinden wohnen. Ein Patrimonialgericht II. Klasse übte nur die freiwillige Gerichtsbarkeit aus.

### Ortsgericht
Ein Ortsgericht konnten Majoratsbesitzer und adelige Kronvasallen errichten. Es wurde auch als Patrimonialgericht bezeichnet. Für Ortsgerichte waren 50 Familien ausreichend. Diese Familien mussten in zusammenhängenden Gemeinden wohnen, weniger als vier baierische Straßenstunden vom Gerichtssitz entfernt. Ein Ortsgericht war bloßes Vollzugsorgan und nur für die nichtstreitige zivile Gerichtsbarkeit zuständig.

### Geschlossener Bezirk – gemischter Bezirk
Von einem geschlossenen Bezirk sprach man, wenn der Patrimonialgerichtsherr über alle grundbesitzenden Hintersassen in den betroffenen Ortschaften die Gerichtsbarkeit ausübte. Als gemischter Bezirk wurden Patrimonialgerichte bezeichnet, in deren Ortschaften auch landgerichtische Hintersassen anderer Patrimonialgerichte oder Landesgerichte saßen.

## Kaisertum Österreich

Amtssiegel der Grundherrschaften zu Gleinstätten auf einem Schriftstück des Ortsgerichts Welsbergl am 7. Oktober 1842

Das Kaisertum Österreich besaß bis 1848/49 eine regional stark differenzierte Gerichtslandschaft. Die als Patrimonialgerichte bezeichneten, nicht landesherrlichen Gerichte der adligen Grundherren waren im Bereich der streitigen Gerichtsbarkeit zuständig.
Die grundherrschaftlichen Gerichte wurden auch „Ortsgericht“, abgekürzt OG, genannt.
Einen Sonderfall stellte das von 1813 bis 1830 bestehende Patrimonialgericht Lustenau dar. Im Friedensvertrag von Paris war festgelegt, dass Tirol und Vorarlberg zurück zu Österreich kommen sollten. Der Status Lustenaus blieb allerdings umstritten, da Lustenau als Reichsgrafschaft vor 1806 kein Teil Österreichs war. 1814 besetzte österreichisches Militär Lustenau, Österreich erkannte aber das bereits unter der Herrschaft des Königreichs Bayern durch Reskript vom 24. Dezember 1813 gebildete Patrimonialgericht der Grafen Waldburg-Zeil an. Erst 1830 verzichtete die Familie auf die Patrimonialgerichtsbarkeit und stimmte der rechtlichen Einverleibung durch Österreich zu.

## Königreich Preußen
Auch Preußen besaß bis 1848/49 eine regional stark differenzierte Gerichtslandschaft. Die als Patrimonialgerichte bezeichneten, nicht landesherrlichen Gerichte der adligen Güter und Grundherren wurden in den einzelnen preußischen Landesteilen im Zuge von Reformen nach und nach in den Jahren 1772–1798 eingeführt, auch vorher bestand allerdings schon eine grund- und standesherrliche Gerichtsbarkeit. Man unterschied nun vor allem in Westpreußen Separat-Patrimonialgerichte und Patrimonial-Kreisgerichte, je nachdem, ob ein einzelner Gutsherr oder mehrere gemeinschaftlich ein Gericht unterhielten. Diese Kreisgerichte sind nicht mit den staatlichen Kreisgerichten zu verwechseln, die seit 1849 einheitlich das Gericht erster Instanz in Preußen bildeten. In der Rheinprovinz und in der Provinz Posen gab es nach 1815 keine Patrimonialgerichte mehr. Die preußischen Patrimonialgerichte wandelten sich in den übrigen Landesteilen in der ersten Hälfte des 19. Jahrhunderts von gutsherrlichen Verwaltungsinstanzen zu modernen Gerichten, bei denen vor allem die Rechtsangelegenheiten der ländlichen Bevölkerung verhandelt wurden.

## Abschaffung
In den Rheinbundstaaten Königreich Westphalen unter Jerome Bonaparte, Großherzogtum Berg und Königreich Württemberg, wurden die Patrimonialgerichte 1809 abgeschafft. Ernst Moritz Arndt (1769–1860) wird ein wesentlicher Anteil daran zugesprochen, dass die Patrimonialgerichtsbarkeit in Schwedisch-Vorpommern 1811 abgeschafft wurde. Das Herzogtum Braunschweig hob die Gerichte durch Verordnung vom 26. März 1823 auf.
Als Folge der Revolution von 1848/1849 folgte die Aufhebung in Bayern durch Gesetz vom 4. Juni 1848, im Kaisertum Österreich durch das Grundentlastungspatent vom 7. September 1848 und in Preußen durch Verordnung vom 2. Januar 1849. Die Patrimonialgerichtsbarkeit in Baden wurde am 8. September 1849 endgültig aufgehoben. 
Im Königreich Hannover erfolgte dies zum größten Teil bereits durch die Verordnung vom 13. März 1821 und gänzlich durch Gesetz vom 8. November 1858. In mehreren anderen Staaten (Großherzogtum Oldenburg, Reuß jüngere Linie, Waldeck, Herzogtum Sachsen-Coburg und Gotha, Altenburg) erfolgte die Aufhebung nach 1848, und zwar meist ohne Entschädigung. Im Königreich Sachsen erfolgte die Abschaffung der „Patrimonialgesetzgebung“ durch das Gerichtsverfassungsgesetz vom 11. August 1855. Das deutsche Gerichtsverfassungsgesetz von 1877 hob Patrimonialgerichte für Deutschland endgültig auf.
Lediglich die Fürsten von Thurn und Taxis blieben nach 1877 Inhaber adeliger Gerichtsrechte. Das Gesetz die fürstlich Thurn und Taxis’schen Zivilgerichte in Regensburg betreffend vom 29. April 1869 billigte dem Fürsten zumindest noch die freiwillige Gerichtsbarkeit zu, die in dieser Form auch die Reichsjustizgesetzgebung überdauerte. Erst mit Einführung des BGB am 1. Januar 1900 wurden die Thurn und Taxis’schen Zivilgerichte aufgehoben.